# Janová
Janová är en ort i Tjeckien.   Den ligger i regionen Zlín, i den östra delen av landet, 270 km öster om huvudstaden Prag. Janová ligger 362 meter över havet och antalet invånare är 726.
Terrängen runt Janová är huvudsakligen lite kuperad. Janová ligger nere i en dal. Runt Janová är det ganska tätbefolkat, med 78 invånare per kvadratkilometer. Närmaste större samhälle är Vsetín, 3,4 km nordväst om Janová. I omgivningarna runt Janová växer i huvudsak blandskog.